# Grace (Idaho)
Grace é uma cidade localizada no estado americano de Idaho, no Condado de Caribou.

## Demografia
Segundo o censo americano de 2000, a sua população era de 990 habitantes.
Em 2006, foi estimada uma população de 959, um decréscimo de 31 (-3.1%).

## Geografia
De acordo com o United States Census Bureau tem uma área de
2,6 km², dos quais 2,6 km² cobertos por terra e 0,0 km² cobertos por água. Grace localiza-se a aproximadamente 1649 m acima do nível do mar.

## Localidades na vizinhança
O diagrama seguinte representa as localidades num raio de 36 km ao redor de Grace.